# 明石康
明石康（1931年1月19日—）是資深日本外交官和前聯合國高層主管，曾任聯合國主管人道事務與緊急援助的副秘書長，統籌聯合國人道事務協調廳。明石是現任日本紛爭預防協會和群馬縣立女子大學外國語教育研究所所長，同時也是名城大學、京都文教學園與神戶大學的特別顧問或特別教授。

## 經歷
明石出生於二戰前的日本秋田縣比內町扇田，是戰國武將明石全登的後代。中學畢業後，明石進入東京大學教養學部就讀，於1954年畢業，取得文學士學位。後參加傅爾布萊特計畫，赴美留學，在維吉尼亞大學取得碩士學位；之後又在塔夫茨大學弗萊徹法律與外交學院取得博士學位。1974年畢業返回日本，進入外務省聯合國日本代表團歷任參事、領事、大使，於1979年獲聯合國秘書長任命為副秘書長，先後主管新聞、裁軍與人道援助等事務。1992年時出任聯合國柬埔寨過渡時期權力機構的聯合國安理會特別代表，監督柬埔寨的和平談判與1993年大選。1996年至1998年期間，明石受命為人道事務與緊急援助副秘書長，主管人道事務協調廳。在其數十年外交生涯中，他雖處理柬埔寨問題時獲得好評，卻在處理南斯拉夫內戰時未能阻止斯雷布雷尼察大屠殺發生，而遭受輿論強烈抨擊。
1997年12月卸任聯合國副秘書長職務後，明石曾試圖進入日本政壇，於1999年時在自由民主黨與公明黨支持下競選東京都知事，最後以第四高票落選。

## 榮譽
- 塞爾吉奧·維埃拉·德·梅洛基金會（Sergio Vieira de Mello Foundation）傑出會員。[4]